# 仙台 - 福島線
仙台 - 福島線（せんだい - ふくしません）は、宮城県仙台市と福島県福島市を結ぶ高速バスである。
共同運行する既存の乗合バス事業者3社と、道路運送法改正によるバス事業の規制緩和により新規参入してきた元貸切バス事業者が値下げ競争を繰り返し、新規参入事業者が経営破綻から廃業に至るという、いわゆる「ツアーバス問題」の典型的な展開を示した（ただし新規参入事業者の方も自社運行である）。同じ事業者が同時期に参入した仙台 - 郡山線、仙台 - 山形線でも同様に激しい競争が繰り広げられた。

## 運行会社
- 福島交通（福島支社）
- 宮城交通（仙台南営業所）
  - 2021年9月16日から。以前は名取営業所→仙台北営業所の担当だった。
- ジェイアールバス東北（福島支店）
  - 以前は仙台支店も一部便を担当していたほか、盛岡支店乗務員がドリーム盛岡号の間合いで担当していた。

## 運行経路
| 自治体         | 停留所名称                            | 運行   | 運行   | 備考                                       |
| 自治体         | 停留所名称                            | 仙台行 | 福島行 | 備考                                       |
| -------------- | ------------------------------------- | ------ | ------ | ------------------------------------------ |
| 仙台市宮城野区 | 宮城球場                              | ▲      | －     | JR担当便のみ停車                           |
| 仙台市青葉区   | 仙台駅前 （宮交仙台高速バスセンター） | ●      | ●      |                                            |
| 仙台市青葉区   | 広瀬通一番町                          | ●      | ●      |                                            |
| 福島市         | 天王下                                | ●      | ●      |                                            |
| 福島市         | 原田東                                | ●      | ●      |                                            |
| 福島市         | 稲荷田                                | ●      | ●      |                                            |
| 福島市         | 福島中央郵便局                        | ●      | ●      |                                            |
| 福島市         | 福島駅東口                            | ●      | ●      |                                            |
| 福島市         | 福島県庁前                            | ●      | ●      |                                            |
| 福島市         | 福島市役所入口                        | ◆      | ◆      | 宮城交通、JR担当便は通過                   |
| 福島市         | 福島競馬場                            | ◆      | ◆      | 宮城交通、JR担当便は競馬開催日のみ延長運転 |

凡例
- ●：全便停車
- ◆: 原則として福島交通担当便のみ停車
- ▲: JR担当便のみ停車
- －：設定なし

### 主要通過道路
- 仙台西道路
- 東北自動車道（仙台宮城IC - 福島飯坂IC）
- 国道13号

## 運行回数
- 1日18往復（福交12・JR2・宮交4） ※平日と土日祝日では本数は同じだがダイヤが異なる

## 運賃
2024年10月1日改定。
- 大人片道：1,400円（小児半額）
- 定期券：（1ヶ月）39,600円

## 路線沿革
- 1999年（平成11年）
  - 3月16日 - 6往復で運行開始[1]。当時の運賃は大人片道1,000円・回数券（500円10枚綴り）4,500円。
  - 7月10日 - 12往復に増便。
- 2000年（平成12年）4月1日 - 休日福島行17本・仙台行16本に増便し、福島競馬場前発着便を新設（競馬開催日・場外馬券発売日のみ1往復運行）。
- 2001年（平成13年）
  - 2月 - 改正道路運送法施行により高速バス事業に規制緩和がなされる。
  - 8月 - 平日18往復/休日福島行23本・仙台行22本に増便。
- 2002年（平成14年）
  - 4月 - 富士交通（後の帝産富士交通→廃業）が同区間に参入を表明（ツアーバスではなく自社運行）。
  - 8月 - 富士交通に対抗するため運賃を値下げ。
  - 10月 - 富士交通が平日9往復・土日6往復（うち2.5往復は福島競馬場前発着）で参入。運賃は片道900円/往復1,700円。
    - 富士交通の参入当時の福島市内ルートは、福島西IC - 福島駅西口 - 福島駅東口で既存3社のルートと異なる。

  - 12月1日 - 富士交通が運賃改定。片道800円/往復1,500円に値下げ。
- 2003年（平成15年）
  - 5月14日 - 富士交通が、既存3社が駅前バスプール使用を認めない事に対し、私的独占の禁止及び公正取引の確保に関する法律（独占禁止法）違反であると訴えた問題で、公正取引委員会から違反のおそれありとして注意喚起[2]。
  - 5月20日 - 富士交通が時刻改正。福島駅西口経由便を一部残した上で他の便は福島飯坂IC経由に変更。往復運賃を1,400円に値下げ。
  - 7月7日 - 平日30往復・休日福島行28本/仙台行26本に増便。
  - 10月1日 - 福島市内に稲荷田・天王下の2停留所を追加。
  - 12月1日 - 専用回数券を2枚綴りとし1,400円とする。
  - 12月 - 富士交通が桜交通と共同運行を開始、19往復→21往復（桜交通担当6往復）に増便。
- 2004年（平成16年）
  - 1月10日 - 富士交通が運賃改定。往復券を期間限定専用2枚綴り回数券として1,200円に値下げ。
  - 2月20日 - 期間限定専用回数券を1,200円に値下げ。
  - 4月17日 - 一部時刻改正。
  - 5月29日 - 富士交通が運賃改定。2枚専用回数券を1,100円に値下げし、セット回数券（10枚）5,000円を新設。
  - 6月19日 - 2枚綴り専用回数券を1,100円に値下げ、同時に10枚綴り5,000円回数券を新設。
  - 10月 - 富士交通・桜交通が18往復に減便。
- 2005年（平成17年）
  - 4月1日 - 平日38往復/休日福島行36本・仙台行34本に増便。仙台行JRバス東北担当便の一部をプロ野球開催時に限り宮城球場まで延長運転開始。富士交通も同日から100円の加算運賃で同球場への乗り入れを開始。
  - 10月12日 - 富士交通・桜交通が運行休止。
  - 12月20日 - 48往復に増便。
- 2006年（平成18年）
  - 1月23日 - 富士交通、帝産観光バス仙台と合併し「帝産富士交通」に社名変更。
  - 2月11日 - 運賃改定。大人片道900円、回数券2枚綴り1,400円、10枚綴り6,500円に値上げ。
- 2007年（平成19年）
  - 5月10日 - 運賃改定。回数券のみ2枚綴り1,600円、10枚綴り7,500円に値上げ。
  - 10月1日 - 45往復に減便。仙台行は20分ヘッドのパターンダイヤ化。
- 2008年（平成20年）
  - 5月24日 - 運賃改定。大人片道1,000円、回数券2枚綴り1,800円に値上げ。同時に10枚綴り回数券を廃止し、6枚綴り回数券5,100円と1か月定期券32,120円を発売。
  - 12月31日 - 帝産富士交通が事業廃止。
- 2009年（平成21年）7月18日 - 1日2往復の福島競馬場線を廃止（実際の運行は7月12日まで）。福島県庁前発着の一部便を福島競馬開催日と場外馬券発売日に限り福島競馬場への乗り入れに変更。
- 2010年（平成22年）4月1日 - 43往復→39往復に減便。
- 2011年（平成23年）
  - 3月11日 - 東日本大震災により運休。
  - 3月16日 - 客扱い箇所を仙台駅前と福島駅東口のみ[3] とした上で、1日10往復→順次増便の臨時ダイヤで運行再開。
  - 4月13日 - 福島競馬場への乗り入れを除き、通常ダイヤでの運行に復旧[4]。
  - 6月1日 - 同年7月31日までの期間限定で「がんばろう! 東北キャンペーン」2枚綴り回数券を1,400円で発売[5]。
  - 6月25日 - 福島競馬場の場外馬券発売再開により乗り入れを再開。
  - 10月1日 - JRバス東北担当便が3往復減便し36往復となる。
- 2012年（平成24年）
  - 2月1日 - 宮城交通担当便が2往復減便し34往復となる。
  - 12月1日 - 宮城交通担当便が2往復減便し32往復となる。
- 2014年（平成26年）4月1日 - 時刻及び運賃改定し29往復に減便[6]。
- 2015年（平成27年）4月1日 - 平日の福島交通便が1往復減便し、28往復となる[7]。
- 2017年（平成29年）6月1日 - 福島交通担当便のみ全便が福島競馬場発着となり、途中「福島市役所入口」停留所に停車。あわせて定期券が全区間（福島競馬場まで）使用可能となる[8]。
- 2018年（平成30年）4月1日 - JRバス東北担当便が4往復減便、土曜休日の福島交通担当便が2往復増便し平日24往復、土曜休日27往復となる[9]。
- 2019年（平成31年）4月1日 - 運賃改定。大人片道1,200円、2枚綴り回数券2,000円、6枚綴り回数券5,700円、1か月定期券36,000円に値上げ[10][11]。
- 2020年（令和2年）
  - 4月13日 - 新型コロナウイルス感染拡大の影響により、この日から当面の間、宮城交通担当便を1往復運休[12]。
  - 4月25日 - この日から当面の間、福島交通担当便の一部（平日7往復、土休日11往復）を運休[13]。
  - 6月5日 - 福島交通担当便の1往復が平日のみ運行再開[14]。
  - 6月22日 - 福島交通担当便の1往復が平日のみ運行再開[15]。
  - 7月10日 - 福島交通担当便の2往復が平日のみ運行再開[16]。
  - 7月11日 - 福島交通担当便の4往復が土日祝日のみ運行再開[16]。
  - 12月1日 - この日より一部便（1往復、宮城交通便）を運休、一部時刻を変更[17]。
- 2021年（令和3年）
  - 1月18日 - この日より一部便（1往復、JRバス東北担当便）が当面の間運休[18]。
  - 4月1日 - 運賃改定（定期券は据え置き）、6枚回数券を廃止[19][20]。あわせてダイヤ改正を行い、平日・土日祝日とも1日18往復に減便[21][22]
- 2024年（令和6年）
  - 4月1日 - 定期券運賃を改定（通勤1ヶ月 36,000円→39,600円に）[23]。　
  - 10月1日 - 運賃改定、2枚回数券を廃止。あわせて一部時刻を変更。一部便（平日3往復、土休日2往復、いずれも宮城交通便）がこの日より当面の間運休。JRバス東北担当の仙台行が宮城球場まで毎日運行となる[24]。

## 車両
各社トイレなしの車両が使用される。ただし福島交通担当便は、車両整備等の都合であぶくま号・福島 - いわき線用のトイレ付き車両を充当することがある。
公衆無線LANサービスに対応しており、福島交通では2017年6月上旬より順次「MICHINORI Free Wi-Fi」が、宮城交通では2018年5月より順次「MIYAKOH Free Wi-Fi」が それぞれ導入されている（それ以前は宮城交通がソフトバンクWi-Fiスポット、福島交通がdocomo Wi-Fiならびにau Wi-Fi SPOTのみの対応であった）。
JRバス東北の車両は、2019年8月現在公衆無線LANサービスには対応していない。

## 廃止路線
2003年12月1日から2004年6月30日までは、福島 - 仙台空港線も運行されていたが、高速道路区間が福島飯坂IC - 白石ICで、以降は国道4号を走行し、乗車時間が約1時間30分となるため業績不振となり廃止された。
なお2016年11月14日から、会津乗合自動車が運行する福島 - 会津若松線が仙台空港まで延伸され、仙台空港 - 福島市内間の利用も可能となっている。